# هیو گرانت (مدیر)
هیو گرانت (به انگلیسی: Hugh Grant) (زاده ۱۹۵۸) کارآفرین، بازرگان و مدیر ارشد اجرایی آمریکایی اسکاتلندی‌تبار است، که در حال حاضر به‌عنوان مدیر عامل اجرایی و رییس هیئت مدیره شرکت مونسانتو فعالیت می‌کند.